# Сампо (балет)
«Са́мпо» — балет на музыку композитора Гельмера-Райнера Синисало и с хореографией Игоря Смирнова. В основе сюжета эпизод из карело-финского поэтического эпоса «Калевала».
Первое представление состоялось 27 марта 1959 года в Музыкально-драматическом театре Карельской АССР.

## История
Гельмер-Райнер Синисало приступил к созданию балета в 1958 году. Выбор сюжета был в какой-то степени предопределён. Его подсказывали состояние и потребности национальной культуры и интуитивные поиски самого композитора. Источником сюжета должен был стать национальный эпос. Идея преобразующего творческого труда, борьба со злыми силами, желание отстоять обретённое счастье — все эти мотивы стали главными для создателей балета. Балет вобрал в себя характерные черты классического жанра — яркую лирическую линию, столкновение сил добра и зла. В драматургическом решении балета композитор, опираясь на традиции классиков — Чайковского и Глазунова, умело соединил в «Сампо» то, что было характерно для классиков, с тем, что подсказывала национальная почвенность, благодаря чему ведущая роль в балете принадлежит эпическому началу.
Работа над постановкой «Сампо» началась в 1958 году и длилась полгода. К 23 марта 1959 года балет вышел на финишную прямую, были готовы все декорации, костюмы, и начались генеральные репетиции на сцене.
Премьера «Сампо» состоялась 27 марта 1959 года. Летом того же года балет был показан в Москве на Декаде карельского искусства и стал настоящим событием Декады. Столичная пресса уже в те годы поставила эту постановку в ряд с наиболее значительными достижениями большого балета. Затем «Сампо» вывозили в Ленинград, побывал он в Горьком, в Рязани, в Архангельске.
Когда в 1962 году комиссия ЦК ВЛКСМ посмотрела «Сампо», мнение её оказалось единодушным: балет заслуживает показа на фестивале. Однако были замечания. Требовали, например, усиления динамичности действия. И создатели балета решили тогда немного сократить первый акт; слили первую и вторую картины второго акта, убрав музыку симфонического антракта между ними; сократили финал второго акта; изменили место деления картин в третьем акте. И летом 1962 года «Сампо» успешно прошёл на восьмом всемирном фестивале молодежи и студентов в Хельсинки.
В 1968 году балет был показан на гастролях в Финляндии. Также балет демонстрировался зрителям Ленинграда, Горького, Куйбышева, Уфы, Мурманска, Архангельска.
К 150-летию эпоса «Калевала», отмечавшегося в 1985 году, балет был возрождён на сцене Музыкального театра. А в 1986 году вторая редакция балета, сделанная Игорем Смирновым, стала лауреатом Государственной премии РСФСР имени М. И. Глинки.
В феврале 1999 года к 150-летию полного издания эпоса «Калевала» балет «Сампо» был снова возобновлён на сцене Музыкального театра Республики Карелия
В 2000 году балет был показан в городе Савонлинна (Финляндия).
14 декабря 2001 года на сцене Музыкального театра Республики Карелия прошёл последний балет «Сампо», посвященный памяти заслуженного артиста Карелии Владимира Мельникова, непревзойдённого Илмаринена, ушедшего из жизни в июне того же года.

## Действующие лица
- кузнец Илмаринен
- ужасная колдунья Лоухи
- прекрасная колдунья Лоухи
- Лемминкяйнен
- дева Удутар
- невеста Илмаринена
- Вяйнямейнен
- мать Лемминкяйнена
- Огонь